# Марков Борис Іванович
Борис Іванович Марков (нар. 3 листопада 1949, село Пилява, тепер Старосинявського району Хмельницької області) — український діяч, економіст, заступник голови правління Національного банку України. Народний депутат України 1-го скликання.

## Біографія
У 1970—1975 роках — студент Одеського технологічного інституту харчової промисловості імені Ломоносова, інженер-економіст.
У 1975—1989 роках — інженер-нормувальник Херсонського бавовняного комбінату, асистент кафедри економіки та організації виробництва Херсонського філіалу Одеського технологічного інституту харчової і холодильної промисловості; начальник планово-економічного відділу Херсонського обласного управління хлібопродуктів; заступник завідувача відділу праці Херсонського облвиконкому; лектор, консультант ідеологічного відділу Херсонського обласного комітету КПУ.
З 1989 року — головний економіст управління праці і соціальних питань виконавчого комітету Херсонської обласної Ради народних депутатів.
Член КПРС по 1990 рік, виключений за участь в Установчому з'їзді Народного руху України.
18.03.1990 року обраний народним депутатом України, 2-й тур 59.46 % голосів, 20 претендентів. Голова підкомісії Комісії ВР України з питань економічної реформи і управління народним господарством.
З 1991 року був президентом Асоціації комерційних банків України.
У березні 1993—1994 роках — заступник голови правління Національного банку України.
У 1995—1997 роках — 1-й заступник голови правління комерційного банку «Український кредитний банк».
У 1998—1999 роках — заступник голови правління Державного спеціалізованого комерційного Ощадного банку України.
У 1999—2000 роках — заступник виконавчого директора Фонду гарантування внесків фізичних осіб.
У травні 2000—2003 роках — представник Національного банку України у Верховній Раді України.
У 2003—2005 роках — начальник організаційно-планового відділу Центру наукових досліджень Національного банку України.
У 2005 році — директор Департаменту організаційно-розпорядчої роботи Державної податкової адміністрації України.
У вересні 2005 — вересні 2006 року — голова Державної податкової адміністрації України у Київській області.
Нагороджений нагрудним знаком «За честь і службу».